# Laódice VII Tea
Laódice VII Tea (en griego, η Λαοδίκη, 122 a. C.-?) fue una princesa greco-siria del Imperio seléucida y reina de Comagene. Era hija del rey greco-sirio Antíoco VIII Gripo y la princesa ptolemaica Trifena.
Laódice se casó con Mitrídates I Calínico, cuando aún era príncipe de Comagene. Los padres de Laódice y Mitrídates habían acordado su matrimonio como parte de una alianza de paz entre los dos reinos. Laódice y Mitrídates tuvieron un hijo, Antíoco (86 a. C.-38 a. C.), que se convertiría en príncipe y futuro rey de Comagene.